# Resolució 1908 del Consell de Seguretat de les Nacions Unides
La Resolució 1908 del Consell de Seguretat de les Nacions Unides fou adoptada per unanimitat el 21 de gener de 2010. Després d'aprovar la recomanació del Secretari General, el Consell va augmentar la mida de la Missió d'Estabilització de les Nacions Unides a Haití (MINUSTAH) establerta en virtut de la Resolució 1542 (2004), després del terratrèmol d'Haití del 2010. La resolució va autoritzar 3.500 pacificadors addicionals a Haití, que augmentaven el nombre total de tropes de MINUSTAH a 8.940 i un component de policia de 3.711.
La resolució també va expressar simpatia i solidaritat amb els afectats pel terratrèmol.
La Força consisteix en tropes de fins a 17 països, inclosos Argentina, Bolívia, Canadà, Jordània, França, Corea del Sud i Estats Units, i la policia de 41 països, inclosos Argentina, Bangladesh, Brasil, Egipte, Rússia i Espanya.
El president mensual del Consell, Zhang Yesui de la República Popular de la Xina, va dir que l'aprovació de la resolució seria important per mantenir la pau i l'estabilitat, donant suport als esforços de socors i ajudar a restablir la situació després de la reconstrucció.